# Mens Bona
Mens Bona (łac. Dobra Myśl) – w mitologii rzymskiej bogini symbolizująca jasność umysłu i spokój ducha. Jej kult był szczególnie popularny wśród plebejuszy, wyzwoleńców i niewolników.
Przeciwstawiano jej boginię Mens Mala (Zła Myśl), utożsamioną później z Ate.